# Loge Sint Jan (Nederlands-Indië)
De loge Sint Jan was een vrijmetselaarsloge die opgericht werd als no. 84 in 1896 in Bandoeng in het toenmalig Nederlands-Indië.
Op 23 november 1880 werd in Bandoeng de Maçonnieke Sociëteit "Sint Jan" door een elftal vrijmetselaars opgericht. De vergunning werd verleend door Loge "De Ster in het Oosten" uit Batavia. De Sociëteit kreeg op 21 mei 1881 toestemming van de resident van de Preangerregentschappen om bijeen te komen in de Kweekschool voor Inlandsche Onderwijzers te Bandoeng. Al in het eerste jaar wilden de leden een volledige loge opzetten, maar dit werd tegengehouden door de Gedeputeerd Grootmeester van Nederlands-Indië. In zijn optiek was de Sociëteit nog te klein voor dat doel.
In 1883 begonnen de leden van de Sociëteit, met toestemming van de lokale inlandse schoolcommissie met een cursus voor inlandse jongelieden waarin deze getraind werden voor beroepen als landmeter, opzichter, aspirant-officier. De docenten waren de leden van de Sociëteit. Twaalf jongeren namen deel aan deze cursus. Ook werd het plan opgevat om een Verzorgingsgesticht op te richten voor de kinderen van de landbouwondernemers in de Preangerregentschappen en Krewang, maar dat plan moest bij gebrek aan maatschappelijk draagvlak in de kast gezet worden.
Tot 1884 kwam de Sociëteit maandelijks bijeen in de Kweekschool, en in 1884 verhuisden de bijeenkomsten naar het Bragagebouw. In 1888 bleek echter het aantal leden zo geslonken te zijn dat de Sociëteit in ruste ging. Het duurde tot 1895 voordat de in Bandoeng woonachtige leden van vrijmetselaarsvereniging "Mataram" een aanvraag deden bij de "Ster in het Oosten" om de Sociëteit weer nieuw leven in te blazen. Het bestuur van de loge verwees de aanvragers naar loge "Excelsior" die geografisch het dichtst in de buurt lag. Dit alles leidde tot een constitutiebrief, voor een loge met beperkte bevoegdheid, gedateerd 21 juni 1896, waarin de loge nummer 84 kreeg toegekend. De loge werd op 26 juni 1897 geïnstalleerd, onder het toeziend oog van vertegenwoordigers uit onder meer Batavia, Buitenzorg, Djokja en Solo. In 1899 werd een constitutiebrief verleend voor een loge met volledige bevoegdheid. De installatie hiervan vond plaats in januari 1900.
Al bij oprichting werd de Bandoengse Volksbibliotheek, die opgericht was door een aantal vrijmetselaars, overgedragen aan de loge.

## Logegebouw
Al snel rees de vraag naar een eigen logegebouw. Voorzitter H. Simon kocht uit eigen middelen in 1897 een stuk land aan op naam van de loge, aangrenzend aan een kavel in eigendom van de assistent-resident. Dit zou later de Logeweg te Bandoeng worden. Het bleek dat de recent opgerichte fröbelschool en de Volksbibliotheek ook ruimte nodig hadden, dus werd een gesprek aangeknoopt met de assistent-resident, die zo welwillend bleek een gedeelte van zijn 'erf' af te staan. Ontwerpen en begroting werden opgemaakt door dhr. M.C.A. Seyfarth, en op 26 februari 1900 werd vastgesteld dat een budget nodig was van ongeveer 10.000 gulden. Besloten werd om het geld bijeen te krijgen op basis van giften van leden, maar ook door een lening op basis van 100 aandelen uit te schrijven met een jaarlijkse rente van 6%. De uitschrijving van de aandelen liep dusdanig voorspoedig dat het bedrag werd verhoogd naar 15.000 gulden. Vooral de bouwcommissie bleek hierachter gezeten te hebben, omdat deze ook graag een inrichting en interieur zou willen hebben in het gebouw.
Niet iedereen was het hiermee eens, dhr. S.J. Meijer waarschuwde in de vergaderingen dat de 'drukkende rentevoet' weleens funest zou kunnen zijn voor de loge.
De bouw werd begonnen in januari 1901, en afgesloten op 20 juli 1901 met de ingebruikname van het gebouw aan de Logeweg 27. De ingebruikname werd voorafgegaan door een optocht van zeventig leden en gasten die van de Kweekschool naar het gebouw liepen.
Reeds in september 1901 moest vastgesteld worden dat de geldmiddelen voor het gebouw niet toereikend meer waren. In maart 1902 werd bij rekest gerefereerd aan een Gouvernementsbesluit betreffende een eerder aangevraagde loterij om geldmiddelen op te brengen voor het gebouw. Op 1 mei 1902 ontving de loge het bericht dat het verzoek was afgewezen: middelen die verkregen werden door een loterij mochten alleen gebruikt worden voor goede doelen. Het duurt uiteindelijk tot 1909 voordat de lening was afbetaald. In 1920 werd het gebouw ingrijpend verbouwd: comparitieruimte, voorhof en tempel werden verruimd of gemoderniseerd. De buitenkant werd hierbij ook gewijzigd: ornamenten op het timpaan verdwenen. Als gevolg van de verbouwing kreeg het de vorm die het tot aan de sloop zou behouden.
In ieder geval vanaf de jaren dertig was het gebouw niet alleen het thuis van de loge, maar werden ook Regentsraadsvergaderingen hier gehouden, naast diverse lezingen en scholingen van de Volksuniversiteit. In de naoorlogse jaren werd het gebouw ook regelmatig gebruikt  als filmzaal.

## Ontwikkeling van de loge
Na een weinig opmerkzaam ledenaantal trad in 1922 jhr. L.W. van Suchtelen wederom aan als voorzitter. Deze voorzitter pakte het dynamisch aan: in hetzelfde jaar organiseerde hij een vijftal lezingen in het gebouw betreffende de vrijmetselarij. Die veroorzaakten zoveel ophef dat er zelfs op Sumatra over werd bericht. De Provinciale Grootloge was niet onverdeeld gelukkig met het initiatief. Het ledenaantal groeide gestaag, en in 1929 mocht de loge zich met 238 leden zelfs de grootste van Nederlands-Indië noemen. Van Suchtelen bleef uiteindelijk tien jaar voorzitter, en gedurende deze tijd ook lid van het bestuur van de Provinciale Grootloge. Hij was tot aan zijn overlijden in 1933 een vooraanstaand vrijmetselaar in Nederlands-Indië. Mede ten gevolge van zijn inzet en de grootte, had de loge een bijna permanente vertegenwoordiging in dit bestuur. Diverse Grootoostens, Meesterconventen, en andere bijeenkomsten vonden in Bandoeng plaats.
Een aantal uitgaven op maçonniek gebied verscheen vanuit of met medewerking van de loge, onder andere een eigen vertaling van De Oude Plichten, nieuwe ritualen, en instructies. De leden waren ook actief in het schrijven van stukken voor het Indisch Maçonniek Tijdschrift. Opmerkelijk is het dat in 1935 een legaat van 110.000 gulden werd toegekend na een slepende rechtszaak die liep sinds 1931.
In het Indisch maçonnieke leven was de loge dan ook vrij nadrukkelijk aanwezig te noemen, getuige ook de grote contributies die het gaf aan Indisch maçonnieke verenigingen. In de vroege jaren dertig was ook de Indische componist Paul Seelig lid en kapelmeester van de Loge. De loge stond overigens midden in de samenleving: er werd bericht over lezingen over wetenschap, cultuur, politiek en maatschappij. Zo kwam het nationaalsocialisme al in maart 1933 in de loge ter sprake, en werd in 1935 een discussie over de aard van de islam gevoerd. Tentoonstellingen, zoals die van Gerard Pieter Adolfs in 1934 behoorden niet tot de uitzonderingen.

## Sociale initiatieven
Vrijmetselarij in Nederlands-Indië onderscheidde zich van de Nederlandse vrijmetselarij door een actieve positie in de maatschappij. De vaak hoogopgeleide en gegoede koloniale ambtenaren waren actief begaan met het lot van de Europeanen, maar ook met de inlandse medemens, zo getuigden althans diverse artikelen in bijvoorbeeld het Indisch Maçonniek Tijdschrift. Ook in Bandoeng kenschetste de loge zich door een grote hoeveelheid lokale initiatieven, waarbij ook een, voor die tijd bijzondere, afkeer van zendingswerk en kerstening van de bevolking typisch maçonniek te noemen is. In 1953 doneert Loge Sint Jan nog eens 800 gulden ter verlichting van de lasten van de Watersnoodramp.

### Openbare bibliotheek van Bandoeng
Op 10 oktober 1891 openden een aantal vrijmetselaars te Bandoeng, met behulp van docenten van de Kweekschool, de "Volksbibliotheek". Dit bleef onder beheer van individuele vrijmetselaars totdat de loge goed en wel in het zadel zat. In januari 1897 werd de gehele boekerij, met 2500 werken, in eigendom overgedragen aan de loge. Verschillende pogingen werden ondernomen om de bibliotheek een eigen gebouw te geven. Uiteindelijk werd de Volksbibliotheek overgebracht naar het gebouw van "Het Nut" van Bandoeng. In 1912 kwam een eigen gebouw voor de bibliotheek van Bandoeng beschikbaar achter het logegebouw. De fondsen voor de bouw werden gerealiseerd door het uitschrijven van een obligatielening ter waarde van 2000 gulden.
Op 26 februari 1912 werd de naam van de Volksbibliotheek gewijzigd in "Openbare bibliotheek". In 1920/21 bevatte de bibliotheek 25.883 boeken. Tijdens de koloniale periode konden militairen tot en met de rang van korporaal gratis boeken lenen. Het bestuur tot de Japanse bezetting van Nederlands-Indië bestond uit vrijmetselaars en docenten van lokale onderwijsinstellingen. Tot aan het opheffen van de loge bleef het beheer van de Openbare bibliotheek bij de loge liggen, met uitzondering van de periode gedurende en direct volgend op de Japanse bezetting.

### Fröbelschool
In 1898 begon een fröbelschool met 13 leerlingen. Bij gebrek aan een eigen ruimte werd de Paseban van de woning van de regent gebruikt (hij bood dit persoonlijk aan). Op basis van de gift van een oud-leerling, en de opbrengsten van een loterij die de loge hield kon uiteindelijk een eigen gebouw neergezet worden tegenover het logegebouw. De grond werd bij Gouvernementsbesluit aangewezen en overgedragen voor het bedrag van 90 gulden met dien verstande dat de grond slechts gebruikt mocht worden voor de Volksbibliotheek en de fröbelschool. Men was reeds begonnen met de bouw en het gebouw was al geopend op 25 augustus 1900. In hetzelfde jaar ontving de loge van het Gouvernement een subsidie voor de fröbelschool. Deze subsidie werd in 1901 weer ingetrokken, en de loge verzocht de lokale overheid dringend op deze beslissing terug te komen. Het Gouvernement besloot echter geen verdere subsidie toe te kennen. Na gezocht te hebben naar andere bronnen werd de financiering uiteindelijk georganiseerd uit de vrijwillige giften van vrijmetselaars en een maandelijkse subsidie van 50 gulden van de vereniging "Nederlandsch Verbond".
In 1904 kon een loterij gehouden worden, en ontving de fröbelschool daaruit 10.000 gulden. De fröbelschool bleek succesvol, en reeds het volgende jaar werden plannen gemaakt om een tweede fröbelschool op te richten. Voorlopig zou deze ondergebracht worden in het logegebouw. Een schoollokaal werd bijgebouwd, maar in 1907 gingen 30 leerlingen over naar het zojuist geopende Rooms-katholieke onderwijs. De tweede school werd gesloten, en de kinderen weer samengevoegd. De 'concurrentie' leek funest te zijn: in 1908 moest al gemeld worden dat de school nog voor slechts enkele maanden financiering had. Een subsidieaanvraag werd ingediend, en vanaf 1909 ontving de school subsidie van de overheid. In 1920 kende de fröbelschool 290 leerlingen: 112 Europese, en 178 inlandse kinderen.
In 1920 verhuisde de school naar de Verlengde Atjehstraat (nu: Aceh Jl.) waarbij de gemeente de grond in volledige eigendom gaf, in ruil voor de grond van de oude school waar een gemeentelijke afdeling zitting nam. Dit ten gevolge van het verhuizen van de hoofdbureaus van de Staatsspoorwegen en de PTT naar Bandoeng. In 1924 verkeert de school in de problemen wat te wijten is, volgens de loge aan de vorige directrice "die door een ernstige geesteskrankheid niet in staat geweest kan zijn, de school zoo te beheren, als dat noodig was." In begin januari 1924 werd aan de school ook een inlandse cursus verbonden met als doel deze te laten uitgroeien tot een Hollands Inlandsche School, daar deze schoolvorm ondertussen de voorkeur van ouders had gekregen in verband met de status en de mogelijkheden tot doorstroming. Hiertoe werd ook een subsidie aangevraagd, maar afgewezen: het Gouvernement wilde eerst resultaat zien alvorens een subsidie gegeven werd.
Het bestuur van de school bleef volledig in handen van de loge.

### Schoolklerenfonds voor Leerlingen van Openbare Scholen
In een bijeenkomst van de loge op 26 augustus 1901 werd overwogen een schoolklerenfonds op te richten, omdat de leden hadden vastgesteld dat hier behoefte aan bestond. In 1902 werd de kans geboden toen de "Indische Bond" het schoolklerenfonds van de Bond aanbood aan de loge. De financiering kwam tot stand uit giften van de leden van de loge en van onderwijzers. In 1916 meenden een aantal stemmen dat het tijd was om het fonds op te heffen omdat er in hun optiek geen behoefte meer aan bestond: er werd geen gebruik van gemaakt. Een commissie die door de loge werd samengesteld oordeelde dat er wel degelijk een behoefte bestond, maar dat de werkwijze inefficiënt was en er te weinig aan externe communicatie gedaan werd. Hier werden verbeteringen in aangebracht, en behoeftigen wisten hun weg naar het fonds opnieuw te vinden. Tot aan de opheffing van de loge bestond het bestuur van dit fonds uit leden van de loge en onderwijzers.

### Neutrale Militair Tehuizen te Tjimahi en Bandoeng
In het begin van de twintigste eeuw werd met behulp van de loge een Neutraal (lees: niet-kerkelijk) Militair Tehuis te Tjimahi opgericht. Door de vereniging tot oprichting en instandhouding van Neutrale Militaire Tehuizen te Djokja, Solo en Semarang werd een subsidie van 2000 gulden verleend. Hoewel het Tehuis niet direct gelieerd was aan de loge werd tot aan de opheffing wel geregeld dat een merendeel van de bestuurders aangesloten was bij de loge. In 1912 vormde zich binnen de loge ook een commissie om een Neutraal Militair Tehuis op te richten te Bandoeng. Door eerdergenoemde vereniging werd hiervoor een subsidie verleend van 1200 gulden. Dit initiatief moest echter opgegeven worden daar de benodigde grond niet gevonden kon worden. De militaire leden van de commissie waren ook van mening dat een op te richten sociëteit voor niet-officieren in Bandoeng zou voldoen aan de behoefte. Van subsidie werd dan ook geen gebruik gemaakt.

### Cursus voor Voorbereidend Onderwijs
Reeds in 1883 werd op persoonlijk initiatief van vrijmetselaars van de Maçonnieke Sociëteit een cursus voor jongeren in de Kweekschool georganiseerd. Elke avond werd van 6 tot 8 uur lesgegeven door zeven leden. Zo'n twaalf jongemannen maakten gebruik van de kans. In de loop der jaren werd de animo steeds minder en de cursus werd 'slapend'. In 1901 werd de cursus nieuw leven ingeblazen en na het plaatsen van een advertentie meldden zich zo'n 40 geïnteresseerden. In 1901 werd tot het einde van dat jaar een maandelijkse subsidie toegekend van 60 gulden en de cursus begon op 1 september van datzelfde jaar. Het bleek dat 25 leerlingen bereid waren een maandelijks schoolgeld van 2,50 gulden bij te dragen. Uit dit geld kan onder andere een leraar Engels betaald worden. In navolgende jaren bleek er zoveel interesse te zijn dat de cursus werd omgezet naar een opleiding voor voortgezet lager en technisch onderwijs. Ook jongeren uit de gegoede burgerij wilden hier les krijgen: zij betaalden een hoger lesgeld. De regering besloot in een later stadium een maandelijkse subsidie van 150 gulden toe te kennen voor een nieuwe driejarige cursus. Deze cursus had tot doel om jongeren die werkzaam waren bij de Staats Spoorwegen op te leiden voor de examens van leerling-machinist en opzichter bij Weg en Werken. In 1905 werd deze opleiding weer gesloten wegens gebrek aan belangstelling.

### Bandoengsche Schoolvereniging[16]
In de zomer van 1916 ontstond bij enige leden het idee voor een lagere school. De directe aanleiding vormde de irritatie over de uitpuilende klassen van reeds bestaande lagere scholen, wat tot gevolg had dat vele kinderen eenvoudigweg geen plaats kregen in de school. Met behulp van enige lokale docenten werd de vereniging opgericht die zich als doel stelde om een gemengde school op te richten met neutraal (lees: openbaar) onderwijs. Het idee was om klassen van maximaal 25 leerlingen te hebben. De leerlingen zouden, hun leeftijd in acht nemend, goed Nederlands moeten kunnen spreken. Voorts zou de school strikt neutraal zijn waardoor het toegankelijk zou zijn voor kinderen van elke origine of religie.
Na de zomervakantie van 1917 begon de eerste school direct met zeven klassen. Fondsen voor de bouw van een schoolgebouw werden snel gevonden, en de eerste school bleek een dusdanig succes dat reeds in 1921 een parallelschool gebouwd werd. Uiteindelijk groeide dit uit tot drie basisscholen, drie middelbare scholen en wordt de fröbelschool hieraan toegevoegd. Tot aan het opheffen van de loge bleef deze vereniging onder beheer van de loge.

### Bandoengs Internaat
In 1917 houdt vrijmetselaar L.F. van Gent een lezing in de loge getiteld "Hoe kan er gezorgd worden voor de huisvesting en de opvoeding der te Bandoeng schoolgaande kinderen, wier ouders niet te Bandoeng wonen?" Hierop besloten de leden een internaat op te richten die succesvol bleek. In een later stadium kon hiervoor zelfs een vrij riant gebouw neergezet worden. In 1924 werd er een overeenkomst gesloten met de Jan Pietersz Coen Stichting welke een gedeelte van de financiering voor haar rekening nam. Het bestuur van het internaat bestond voor een deel uit leden van "Sint Jan".

### Preanger HBS voor meisjes
In 1914 werd in navolging van gelijksoortige initiatieven door andere loges ook besloten tot de oprichting van een HBS. In 1915 lukte het de HBS op te richten, en in 1920 werd zelfs een subsidie ontvangen. In 1922 verkeerde de HBS in zwaar weer en werd het gebouw overgedragen aan het gymnasium. De HBS werd in de Bandoengsche Schoolvereniging ingevoegd.

### Bandoengsche Jongelieden Vereeniging
Deze vereniging ontstond na een lezing in de loge van dhr. A.T.H. Winter. De centrale vraag was: "Hoe is er te voldoen aan eene gelegenheid, waar jongelieden van beiderlei kunne, tusschen de leeftijdsgrenzen van 16 en 23 jaar, zonder onderscheid van stand of ras, aan de geestelijken opbouw kunnen werken?" De vereniging werd uiteindelijk in 1918-1919 opgericht en bleek een eclatant succes. Het bestuur bestond uit logeleden, en niet-vrijmetselaars. In 1924 werd er geklaagd dat de vereniging een kwijnend bestaan kende, omdat andere – soortgelijke – verenigingen "wufte genoegens" boden.

### Logebibliotheek
Door aankopen en schenkingen beschikte de loge al vrij snel over een omvangrijke bibliotheek op het gebied van vrijmetselarij, religie, filosofie en esoterie. Deze bibliotheek werd openbaar toegankelijk gesteld, en bleef tot sluiting der loge onder beheer van de loge.

### "Pro Juventute"
De vereniging Pro Juventute zette zich in voor jeugdigen die in aanraking gekomen waren met justitie en kinderen van veroordeelden. Door actieve lesprogramma's werd getracht deze jongeren (weer) te integreren in de maatschappij en ze een kans te geven. In Bandoeng werd een tehuis opgezet voor "Pro Juventute" door de loge en geleid door dhr. A.J. Burger, waarbij het bestuur werd vastgesteld door de loge.

### Antiwoekervereniging
In het begin van de twintigste eeuw vormden woekerleningen een groot probleem voor de wat armere inlanders en Europeanen. Velen zagen zich geruïneerd door leningen met torenhoge rentes die ze afgesloten hadden om een bedrijf op te richten, of eenvoudigweg een financieel slechte tijd te overleven. Een aantal leden binnen de loge wonden zich daar over op, en richtten de antiwoekervereniging op, tezamen met bezorgde burgers. Zij wilden woekerleningen bestrijden door een verbod te bewerkstelligen, en alternatieve mogelijkheden aan te bieden. In de jaren twintig bleek dat het bestuur van de loge en de antiwoekervereniging een verschil van inzicht hadden over het bestuur, en tijdens een rumoerige ledenvergadering namen leden van de loge het bestuur over. Vanaf dat moment tot aan het sluiten van de loge bleef de vereniging onder volledige controle van de loge.

### Neutrale Reclassering
Als natuurlijke uitloop van Pro Juventute werd door de loge ook een 'neutrale' reclassering opgezet. Deze stond open voor alle personen die in aanraking geweest waren met justitie. Deze reclassering bleef, met onderbreking, functioneren tot na de Japanse bezetting.

### Technische Hogeschool Bandoeng
Er is het vermoeden dat de loge ook actief betrokken was bij de oprichting van de Technische Hogeschool Bandoeng door vrijmetselaar Jan Willem IJzerman op basis van het feit dat een aantal van de betrokkenen lid zijn van de loge en het logo van de Hogeschool directe maçonnieke verwijzingen bevat, maar geen documenten uit deze tijd zijn bewaard gebleven. Wel is bekend dat diverse docenten van de Technische Hogeschool aangesloten waren bij de loge (onder anderen Richard Schoemaker).

## Oorlog
Na de aanval op Pearl Harbor en Singapore deed Sint Janlid en Gedeputeerd Grootmeester Johan Ernst Jasper een schrijven uitgaan waarin hij alle loges waarschuwt voor wat er komen zou. Voorzittend Meester Johan Hendrik Uhl riep in een persoonlijke boodschap alle vrijmetselaars van Sint Jan op, om de oorlogsdreiging vooral niet te onderschatten. Hij informeerde de leden dat het logegebouw ter beschikking was gesteld aan het Rode Kruis die het inrichtte voor administratie en voorraadbeheer. De laatste bijeenkomst was op 9 januari 1942 waar Uhl, in militair uniform als generaal-majoor der Infanterie (KNIL), de leden toesprak over de noodzaak om de oorlog te zien als een gevecht tussen beschavingen. De loge was vrij nauw betrokken bij het wel en wee van de oorlog: de generale staf van de KNIL was gevestigd in Bandoeng. Onder de leden telde men niet alleen J.H. Uhl, maar ook H.J.B. Tulfer, H.L. Maurer en A.A.F. Maurenbrecher. Allen officieren van de KNIL. Tot 1938 was ook Hein ter Poorten lid van de loge.
De vrijmetselaars in Bandoeng werden evenals de vrijmetselaars in de rest van Nederlands-Indië geïnterneerd, en als "slechte elementen" (djahat) gekenmerkt. Sint Janleden die deze periode hebben meegemaakt vermoeden dat de Japanse bezetter geen idee had wat ze met de vrijmetselaars moesten; de behandeling was grillig te noemen (er werd bericht van verhoren door de Japanners waarbij deze klaarblijkelijk niet wisten wat ze met de informatie aan moesten). Uit de kampen werd bericht dat er zogenaamde "veldloges" gehouden werden om nog enigszins een maçonniek leven in stand te houden. Leden van Sint Jan vinden hun weg niet alleen naar de kampen, maar ook naar de gevreesde Burmaspoorweg.
Na de Japanse bezetting vertrokken veel Indische Nederlanders naar Nederland. Het Indische Sint Jan probeerde te overleven, gevangen tussen de politionele acties en het ontstaan van Indonesië. Alle sociale en educatieve werkzaamheden werden voor 1948 weer opgepakt. De loge groeide weer gestaag en was de op een na grootste van Indonesië met in 1947 een ledenaantal van 71 en in 1950 van 100. Het bestuur had desondanks veel moeite om alles op peil te houden omdat repatriëring veel leden (vooral KNIL en ambtenaren) richting Nederland deed vertrekken; dit resulteerde ook in de grootst mogelijke moeite om de diverse nog bestaande sociale initiatieven te bemannen. In een poging om ook Indonesiërs te betrekken in de vrijmetselarij werd vanuit haar midden op 28 maart 1953 loge "Dharma" opgericht met dhr. M. Sewaka als voorzitter.

## Nederlandse voortgang
Het vertrek van vele Nederlanders uit Indonesië bracht ook de Indische vrijmetselaars in Nederland. Op 30 augustus 1951 besloten oud-leden van Sint Jan om een loge "Sint Jan" in Den Haag op te richten. Onder de 29 oprichters bevonden zich een aantal gewezen voorzitters uit Bandoeng (onder meer de eerdergenoemde J.H. Uhl). De loge mocht echter niet de constitutie of het nummer van de loge te Bandoeng gebruiken, omdat deze op dat moment nog bestond. 
Uiteindelijk werd op 17 november 1951 een constitutiebrief verleend voor een nieuwe loge "Sint Jan" onder nummer 178. Het volgend jaar steeg het ledental ervan al naar veertig, en vonden overschrijvingen plaats vanuit vele Indische loges. Warme banden werden met de loge in Bandoeng onderhouden, en er vonden gedurende dit decennium bezoeken over en weer plaats.
De eerste doelstelling van de Haagse loge was repatrianten de helpende hand te bieden. Deze mensen moesten worden opgevangen, voorgelicht, maar bovenal een plek gegeven worden, waar zij iets van de warmte en hartelijkheid en gastvrijheid uit Indië terug zouden vinden. De Indische sfeer in de Haagse loge leidde al snel tot de opmerking dat leden voor een bijeenkomst een Maleis woordenboek nodig hebben. 
De loge groeide ook behoorlijk en telde 115 leden in 1964. Het ledenbestand vertegenwoordigt dan niet alleen oud-leden van Sint Jan in Bandoeng, maar oud-leden van bijna alle Indische loges. Uit haar midden kwamen ook een aantal leden van het Nederlands hoofdbestuur van de Orde.

## Einde van de Indische loge
Rond 1957 ondervond de loge steeds meer moeilijkheden. De Indonesische overheid verhoogde – tot frustratie van de leden – met enige regelmaat belastingen en werd steeds veeleisender jegens de loge. Het uitgebreide onroerend goed bezit van de loge werd gedeeltelijk ten gelde gemaakt en aangewend om tekorten te dekken. Tevens kozen steeds meer leden voor een toekomst in Nederland. Nog steeds zette de loge zich in voor een actief betrekken van de Indonesische bevolking bij de Vrijmetselarij en ondersteunt ook initiatieven om te komen tot een Indonesische Grootoosten.
In 1960 werd de Vrijmetselarij in Indonesië verboden, mede vanwege het verbreken van de banden met Nederland op 15 augustus van dat jaar ten gevolge van de crisis rond Nieuw Guinea. Vrijmetselarij werd gezien als zijnde onder het beheer van Nederlanders. Dit vooral omdat naast het, ondertussen opgerichte, Timur Agung Indonesia ook het Nederlands Grootoosten nog steeds actief was in Indonesië. In 1962 werd het verbod bevestigd met presidentieel decreet 264/1962. Er werd getracht, in deze roerige tijden, zo veel mogelijk bezittingen en middelen van Sint Jan over te brengen naar Nederland. Dit lukte niet altijd, sommige voorwerpen verdwenen. Banktegoeden van de loge (en andere loges) werden dankzij acties van Indisch GrootThesaurier K. Kuijpers via allerlei wegen naar Nederland overgebracht en kwamen uiteindelijk in het vermogen van de Louisa Stichting terecht. Het gebouw en de overgebleven onroerende goederen (o.a. scholen, bibliotheek en diverse kavels) werden genationaliseerd.
In later jaren ontvingen de nog bestaande Indische loges in Nederland een schadeloosstelling van de Indonesische regering. Loge Sint Jan ontving dit niet, daar zij niet als voortzetting werd erkend.
In 2011 werden een aantal prenten en objecten uit de comparitieruimte van de Bandoengse loge herontdekt in de collectie van het Cultureel Maçonniek Centrum 'Prins Frederik', en ook het vaandel voor de installatieceremonie uit 1900 bleek daar aanwezig. In datzelfde jaar werd een oproep gedaan om het logenummer van Sint Jan Bandoeng over te mogen nemen.
Volgens inwoners van Bandoeng werd het gebouw nog enige tijd gebruikt als feestlocatie, maar in de jaren zestig gesloopt. Op de plek aan de voormalige Logeweg in Bandung werd een gebouw voor de padvinderij neergezet dat op zijn beurt in 1997 plaats moest maken voor een moskee genaamd "Masjid Agung – Al Ukhuwah". Bij rondleidingen van nieuwe studenten van het ITB wordt verteld dat op deze plek de "belanda busuk" zich bezighielden met zwarte magie.
Vrijmetselarij · Beginselen · Geschiedenis · Symbolen · Vrijmetselaarsloge · Ordegrondwet · Obediëntie · Regulariteit en irregulariteit · Ritus · Graden · Grootmeester · Gemengde vrijmetselarij · Para-vrijmetselarij · Antivrijmetselarij · Vrijmetselarij in Nederland · Vrijmetselarij in België
>>> Meer info op Portaal:Vrijmetselarij <<<